# Moema (kommun i Brasilien)
Moema är en kommun i Brasilien.   Den ligger i delstaten Minas Gerais, i den sydöstra delen av landet, 500 km sydost om huvudstaden Brasília. Antalet invånare är 7 028.
Omgivningarna runt Moema är huvudsakligen savann. Runt Moema är det ganska glesbefolkat, med 38 invånare per kvadratkilometer.